# Chamaecrista didyma
Chamaecrista didyma är en ärtväxtart som beskrevs av Howard Samuel Irwin och Rupert Charles Barneby. Chamaecrista didyma ingår i släktet Chamaecrista och familjen ärtväxter. Inga underarter finns listade i Catalogue of Life.